# ميكي إيتو
ميكي إيتو (伊藤美紀 إيتو ميكي) (اسمها الحقيقي ميكي هيرانو (平野美紀 هيرانو ميكي)) هي مؤدية أصوات يابانية ولدت في 21 أكتوبر 1962 في طوكيو.

## أدوارها في الأنمي

### مسلسلات أنمي تلفزيونية
- دراغون بول Z - آندرويد 18
- دراغون بول GT - آندرويد 18
- دراغون بول كاي - آندرويد 18
- دراغون بول سوبر - آندرويد 18
- ترايجان - مارلين
- البدلة المتنقلة زيتا جاندام - مينيفا لاو زابي
- البدلة المتنقلة جاندام ZZ - مينيفا لاو زابي
- إير جير - ريو ميماساكا
- فيت/ستاي نايت - تايغا فوجيمورا
- فيت/ستاي نايت Unlimited Blade Works - تايغا فوجيمورا
- فريزينغ - أوليفيا إل بريدجيت
- فريزينغ فايبريشن - أوليفيا إل بريدجيت
- غوسيك - والدة كازويا كوجو
- سيكيريه - تاكامي ساهاشي
- سيكيريه Pure Engagement - تاكامي ساهاشي
- باكانو! - ناتالي بيريام
- ذا سول تيكر - أوليفيا كارلايل
- بيرسونا 4 ذي أنيميشن - إيري مينامي
- عندما تبكي حشرة الليل - ميو تاكانو
- عندما تبكي النوارس - إيبا أوشيروميا
- شيكي - ناو ياسوموري
- كامينوميزو شيرو سيكاي - أوكادا
- كامينوميزو شيرو سيكاي فصل الحارسات - أوكادا
- فتاة الجحيم - كيكو ياسودا
- كيمي غا نوزومو آين - أزوسا إيشيدا
- فايس كرويتز - شين
- كارد كابتور ساكورا - سونومي دايدوجي
- ماغي: The Kingdom of Magic - رين غيوكوين
- نوراغامي - والدة هيوري إيكي
- تيلز أوف ذي أبيس - ليغريتا
- ويك أب, جيرلز! - والدة أيري هاياشيدا

### أوفا أنمي
- كارنفال فانتازم - تايغا فوجيمورا

### أنمي الإنترنت
- وجبة الغداء في منزل إميا - تايغا فوجيمورا

### أفلام أنمي
- فيت/ستاي نايت: Unlimited Blade Works - تايغا فوجيمورا

## أدوارها في ألعاب الفيديو
- تيلز أوف ذي أبيس - ليغريتا

## أدوارها في الدبلجة اليابانية
- باتمان - هارلي كوين

## وصلات خارجية
- ميكي إيتو على موقع IMDb (الإنجليزية)
- ميكي إيتو على موقع ميوزك برينز (الإنجليزية)
- ميكي إيتو على موقع قاعدة بيانات الفيلم (الإنجليزية)
- ميكي إيتو على موقع ANN person (الإنجليزية)